# Uborť
Uborť (bělorusky Рака Убарць, ukrajinsky Уборть) je řeka v Bělorusku (Homelská oblast) a na Ukrajině (Žytomyrská oblast). Je to pravý přítok řeky Pripjať (povodí Dněpru). Je 292 km dlouhá. Povodí má rozlohu 5820 km².

## Průběh toku
Řeka protéká řídce osídlenou krajinou Polesí. Větším sídlem na řece jsou městečka Olevsk (Ukrajina) a Lelčycy (Bělorusko).

## Vodní režim
Zdroj vody je převážně sněhový. Nejvyššího vodního stavu dosahuje od března do května. Průměrný průtok vody ve vzdálenosti 44 km od ústí činí 22,5 m³/s. Zamrzá v listopadu až v lednu a rozmrzá ve druhé polovině února až v první polovině dubna. Je splavná.